# Saint-Alphonse-Rodriguez
Pour les articles homonymes, voir Saint-Alphonse.
Saint-Alphonse-Rodriguez est une municipalité dans la municipalité régionale de comté de Matawinie au Québec (Canada), située dans la région administrative de Lanaudière.

## Toponymie
Elle est nommée en l'honneur du saint espagnol Alphonse Rodriguez.

## Histoire

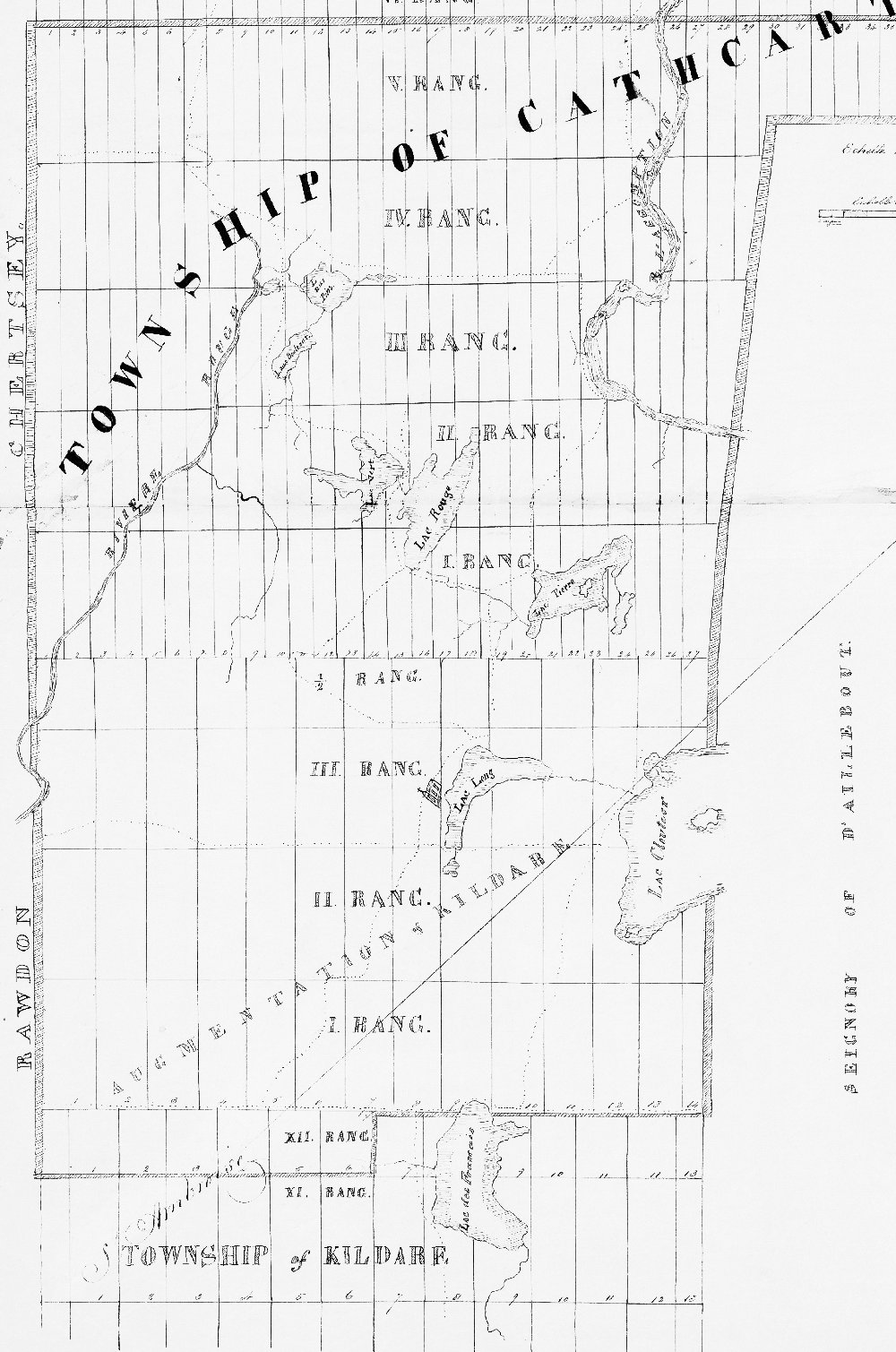
Plan of Parish of Saint. Alphonse de Rodriguez, – 1855 (BANQ)

### Les débuts
Comme les autres cantons du Nord, le territoire de Saint-Alphonse-Rodriguez situé sur les bords de la rivière L'Assomption a d'abord été peuplé par des bûcherons venus exploiter la forêt en faisant descendre les billots par le courant. Un premier missionnaire est venu desservir ces colons vers 1840, l'abbé Rémi Robert. En 1842 une première église est construite sur le bord du lac Long dans le 3e rang de l'Augmentation de Kildare. En 1860 une nouvelle église est construite à l'emplacement actuel et le village se construit autour.

### Description des premiers chemins
Le chemin de Saint-Alphonse, qui part du 1er rang de l'augmentation N. O. de Kildare et conduit à l'intérieur du canton Cathcart. Le terrain à travers lequel passe ce chemin est bon et boisé en érable, bouleau, hêtre et épinette... Les terres, vers lesquelles cette route doit conduire sont aussi de bonne qualité, et seront établies dès que son ouverture aura été exécutée. Les avantages que retirera la colonisation de l'ouverture de ce chemin sont considérables, puisqu'ils donneront au surplus de la population des vieilles paroisses, les moyens de s'établir facilement.
Un deuxième chemin, qui est la continuation du chemin précédent, commence au No. 32, du 6e rang du canton Cathcart et devra aller aboutir au lac de L'Assomption. M. l'abbé Provost, chargé des travaux d'ouverture de cette route, écrit dans son rapport de 1862 que le terrain du canton Cathcart à travers lequel ce chemin passe est un sol excellent, fortement boisé de bois franc dans la partie supérieure, et de bois mêlé dans la partie inférieure.

### Le peuplement du territoire
Le peuplement du territoire s'est fait à partir du sud. Les premiers habitants étaient des canadiens français et des acadiens venant de la région de St-Jacques où la Société des Défricheurs s'occupait de développer les cantons du nord. Des irlandais catholiques venant de Rawdon sont aussi arrivés. Au recensement de 1851 il y a 917 francophones et 210 anglophones; pour celui de 1881 c'est respectivement 591 et 358 et pour celui de 1901 il y a 930 francophones pour 219 irlandais. La population n'a donc pas changé depuis les débuts de l'occupation du territoire par les premiers colons.

## Géographie
La municipalité est située dans les premières montagnes des Laurentides en arrivant de la plaine de Joliette. Une portion du canton de Cathcart et de l’augmentation de Kildare forment les limites du territoire.
Riche en bois, la forêt obéit à un relief régulier. Les collines en saillie correspondent aux roches plus résistantes (anorthosite et granulite) alors que les vallons creusés à même les roches plus friables (paragneiss à sillimanite et grenats), supportent la ligne des talwegs.
L’eau vive de la rivière L’Assomption exploite le fond d’un de ces vallons, dans l’est du canton de Cathcart, jusqu’à la barre qui la conduit sur les « Champs Vallons » vers Sainte-Béatrix.
Plus de 38 lacs parsèment le territoire. Le premier à avoir été exploré est le lac des Français. Le village est entouré des lacs Pierre, Rond, Loyer, Vert, Rouge et beaucoup d'autres qui en font un lieu de résidence ou de villégiature apprécié.

## Hydrographie
La rivière L'Assomption traverse le nord-est de la municipalité du nord-ouest vers l'est. La rivière Rouge traverse la municipalité de l'ouest vers le sud-ouest.
La partie nord du lac des Français, qui est la source de la rivière Blanche, est situé dans le sud-est de la municipalité.

## Démographie
| 1991  | 1996  | 2001  | 2006  | 2011  | 2016  | 2021  |
| ----- | ----- | ----- | ----- | ----- | ----- | ----- |
| 2 149 | 2 461 | 2 691 | 3 152 | 3 134 | 3 162 | 3 339 |

La langue maternelle selon le recensement de 2006 est:
| # | Langue maternelle   | Locuteurs | %       |
| - | ------------------- | --------- | ------- |
| 1 | Anglais seulement   | 60        | 1,9 %   |
| 2 | Français seulement  | 2 990     | 95,7 %  |
| 3 | Anglais et Français | 35        | 1,1 %   |
| 4 | Autre(s) langue(s)  | 40        | 1,3 %   |
| - | Population totale   | 3 135     | 100,0 % |

## Administration
Les élections municipales se font en bloc et suivant un découpage de six districts.
| Saint-Alphonse-Rodriguez Maires depuis 2005                                                                          |                     |         |          |
| Élection | Maire               | Qualité | Résultat |
| 2005 | Louis-Yves Lebeau   |         | Voir     |
| 2009 | Robert W. Desnoyers |         | Voir     |
| 2013 | Robert W. Desnoyers | Voir    |          |
| 2017 | Isabelle Perreault  |         | Voir     |
| 2021 | Isabelle Perreault  | Voir    |          |
| Élection partielle en italique Depuis 2005, les élections sont simultanées dans toutes les municipalités québécoises |                     |         |          |

## Éducation
La Commission scolaire des Samares administre les écoles francophones:
- École de Saint-Alphonse[11]

La Commission scolaire Sir Wilfrid Laurier administre les écoles anglophones:
- École primaire Rawdon à Rawdon[12]
- École secondaire Joliette à Joliette[13]

Le CPE Poussière de Lune à Saint-Alphonse-Rodriguez offre 80 places pour enfants. Il propose des services de garde pour les familles locales.
Camp papillon : accueillant depuis 1938 plus de 100 000 enfants en situation de handicap. Le site offre 40 dortoirs et chalets pouvant héberger plus de 450 personnes, avec des installations utilisées toute l'année.

## Attraits
- Les Doux Jeudis sous les étoiles sont des concerts gratuits qui invitent des musiciens à performer en plein air[16].

- Saint-Alphonse en Blanc est un carnaval d'hiver organisé chaque année offrant des activités familiales comme des glissades et de la disco-patin[17].

- Paintball Blackops: Un centre d’amusement en offrant des scénarios immersifs pour les joueurs[18].

- Le Parc de montagne et d’escalade de Saint-Alphonse-Rodriguez propose plus de 170 voies sur une paroi de 500 mètres de long, adaptées à l'escalade sportive, mixte, traditionnelle et au bloc. L'accès nécessite une adhésion à la FQME[19].

- La Fête nationale du Québec à Saint-Alphonse-Rodriguez est célébrée le 24 juin avec des animations familiales, un souper communautaire et des spectacles musicaux. La soirée se termine avec un feu d’artifice au parc des Arts[20].

- Le Chœur Belles-Montagnes est une chorale mixte qui accueille des chanteurs de la région et se réunit chaque vendredi matin pour des répétitions. Le chœur se produit lors de divers événements communautaires et culturels[21].

- Les soirées cinéma dans le parc offrent des projections gratuites de films en plein air chaque été. Ces événements incluent des activités pour enfants avant la projection[16].

- Le Camp De-La-Salle propose des camps d'été et des activités de plein air pour les jeunes de 5 à 15 ans. Il offre un environnement naturel pour favoriser l'épanouissement des participants, avec des programmes variés tout au long de l'année[22].

- Le skatepark est situé près du Centre communautaire et est ouvert tous les jours. Le port du casque est obligatoire, et une murale artistique a été ajoutée en 2024[23].

- La Journée de l'environnement se déroule chaque année en mai pour sensibiliser à la préservation de la nature. Il propose des activités telles que des kiosques, des conférences et des jeux pour enfants[24].

- La plage municipale de Saint-Alphonse-Rodriguez, située au lac Pierre, offre un accès gratuit au lac surveillé avec des installations telles qu'une aire de pique-nique et un terrain de volley-ball[25].

## Jumelages
Creysse (France)